# Isla Mancera
Isla Mancera är en ö i Chile.   Den ligger i regionen Región de Los Lagos, i den södra delen av landet, 800 km söder om huvudstaden Santiago de Chile. Arean är 0,65 kvadratkilometer.
Terrängen på Isla Mancera är platt. Öns högsta punkt är 82 meter över havet. Den sträcker sig 1,3 kilometer i nord-sydlig riktning, och 0,9 kilometer i öst-västlig riktning.
I omgivningarna runt Isla Mancera växer i huvudsak städsegrön lövskog. Runt Isla Mancera är det ganska tätbefolkat, med 166 invånare per kvadratkilometer.